# Review of Economics of the Household
Review of Economics of the Household (REHO; Обзор экономики домашнего хозяйства) — международный экономический журнал. Выходит с 2003 г.
В журнале печатаются работы, посвященные эмпирическим и теоретическим исследованиям относительно экономического поведения домохозяйств. Среди конкретной тематики публикаций: экономика населения; предложение рабочей силы; макроэкономические аспекты экономики домохозяйств; экономика потребления; экономика пола и домохозяйство; домашнее хозяйство и экономическое развитие и др.
В консультативный совет журнала входят: нобелевские лауреаты Г. Беккер и К. Грейнджер, а также известные экономисты И. Адельман, Д. дель Бока, В. Рэми, Ш. Лундберг и др.
Периодичность издания: 4 номера в год.